# Rio do Navio
O rio do Navio é um curso de água que banha o estado de de Pernambuco, no Brasil.